# Lönneberga landskommun
Lönneberga landskommun var en tidigare kommun i Kalmar län.

## Administrativ historik
Den 1 januari 1863 började kommunalförordningarna gälla och då inrättades cirka 2 500 kommuner (städer, köpingar och landskommuner), tillsammans täckande hela landets yta. I Lönneberga socken i Aspelands härad i Småland inrättades då denna kommun.
Lönneberga påverkades inte av den landsomfattande kommunreformen 1952.
Den 1 januari 1958 överfördes till Lönneberga landskommun och Lönneberga församling från Målilla landskommun och Målilla med Gårdveda församling ett obebott område, omfattande en areal av 0,02 km² (varav allt land). Dessutom överfördes till Lönneberga landskommun och församling från Vena landskommun och församling ett obebott område omfattande en areal av 0,24 km², varav 0,21 km² land.
Den 1 januari 1969 upphörde landskommunen för att uppgå i Hultsfreds köping, som sedan 1971 ombildades till Hultsfreds kommun.
Kommunkoden 1952-1970 var 0816.

### Kyrklig tillhörighet
I kyrkligt hänseende tillhörde landskommunen Lönneberga församling.

## Geografi
Lönneberga landskommun omfattade den 1 januari 1952 en areal av 94,92 km², varav 91,26 km² land.

### Tätorter i kommunen 1960
| Tätort      | Folkmängd |
| ----------- | --------- |
| Silverdalen | 1 088     |
| Lönneberga  | 347       |

Tätortsgraden i kommunen var den 1 november 1960 71,6 procent.

## Politik

### Mandatfördelning i valen 1938–1966
| 11 | 6 | 3 |

| 19 |

| 11 | 7 | 2 |

| 19 |

| 11 | 7 | 2 |

| 17 | 3 |

| 10 | 7 | 2 | 1 |

| 17 | 3 |

| 11 | 5 | 2 | 2 |

| 18 |

| 11 | 6 | 1 | 2 |

| 18 |

| 11 | 6 | 1 | 2 |

| 17 | 3 |

| 11 | 7 | 1 | 1 |

| 16 | 4 |